# 斎藤氏
斎藤氏（さいとうし、旧字体：齋藤󠄁氏）は、日本の氏族。

## 概要

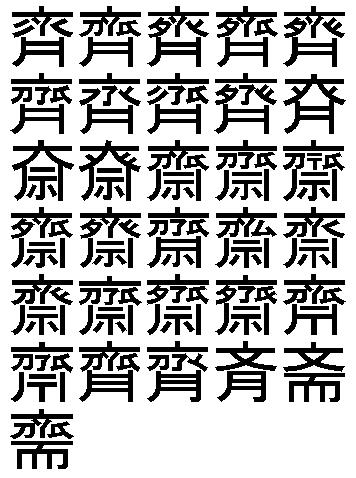
「斎藤」の一文字目に使用される異体字はあわせて31種類あると言われている。なお、「斎（サイ）」は「いむ（心身を清める）」、「斉（セイ）」は「ととのえる」の意味で別の漢字であるが、江戸時代に「斎」の略字として「斉」が使用された（なお、簡体字ではそれぞれ「斋」と「斉」となり、共通性がさらに失われている）。

平安時代中頃の鎮守府将軍藤原利仁の子・叙用が斎宮頭であったことに由来する苗字とされる。藤原利仁の後裔は越前・加賀をはじめ、北陸各地に武家として発展した。斎藤氏は平安時代末から武蔵など各地に移住して繁栄した
斎藤氏から出た苗字は大変多いが、有力なものとして、加藤氏、富樫氏、林氏等が挙げられる。
なお、現在見られる「齋藤」、「齊藤」、「斉藤」の姓は、明治時代以降に名字を持たない者が名字を申請する際に、役所が｢斎藤｣の書き間違いで登録したものであるとされている。
しかし、戸籍法による苗字登録の推進時の誤字登録は正確には事実の一側面であろう。実際には元来「斎」の藤であったさいとう家系も地域性やその当時のあるタイミングで様々な「さい」に誤表記された可能性がある。

## 藤原北家利仁流斎藤氏
鎮守府将軍・藤原利仁の子叙用を祖とする。叙用の父・利仁は敦賀の豪族・秦豊国の娘を母に持っていたことから、越前を中心に北陸一帯に勢力を築き、叙用の孫斎藤伊傳は越前国押領使となった。また同じく叙用の孫斎藤忠頼は加賀介に任じられたため、加賀にまで勢力を広げた。その後裔はそれぞれ越前斎藤氏と加賀斎藤氏の2系統に分かれた。

## 加賀斎藤氏
鎮守府将軍・藤原利仁の子叙用の孫で加賀介であった忠頼を祖とする。忠頼の子斎藤吉宗は弘岡斎藤氏の祖となる。加賀斎藤氏から堀氏などが分かれ、弘岡斎藤氏は林氏・富樫氏となった。

## 越前斎藤氏
鎮守府将軍・藤原利仁の子叙用の孫で越前国押領使であった伊傳の子孫である越前国敦賀郡疋田（現在の福井県敦賀市疋田）を本拠とした疋田斎藤氏と同国足羽郡河合郷（福井県福井市河合）を本拠とした河合斎藤氏の2派に分かれる。

### 疋田斎藤氏
藤原叙用の孫で越前国押領使であった伊傳の子斎藤為延を祖とする。越前国敦賀郡疋田を根拠地とした。斎藤姓も用いたが、地名から取り、為延の子為輔が方上氏（進藤氏）を称し、その弟斎藤為頼の子である斎藤頼基・斎藤成真・斎藤為永らがそれぞれ竹田氏・宇田氏・疋田氏を称した。さらに竹田氏から大谷氏、宇田氏から葦崎・志比氏、疋田氏から千田・熊坂氏などが分かれた。『平家物語』で滝口入道として知られる斎藤時頼はこの系統といわれる。

### 吉原斎藤氏
吉原斎藤氏は藤原叙用の孫で越前国押領使であった伊傳の子斎藤則光を祖とする。則光の子斎藤孝則の系統は粟生氏となった。

### 河合斎藤氏
河合斎藤氏は則光の孫斎藤助宗を祖とする。助宗は「越前国住人輔宗」の名で中央の歴史書に登場する人物。越前国足羽郡河合郷（福井県福井市河合）を根拠地とした。斎藤姓も用いたが、助宗の子・斎藤成実の系統は坂南・都筑・脇本、成実の弟・斎藤景実の系統は稲津・松本・大見などを称した。そのほか、美濃斎藤氏や長井別当と呼ばれた斎藤実盛を始祖とする長井斎藤氏（武蔵斎藤氏）と木田氏はこの系統といわれる。

## 美濃斎藤氏

斎藤道三の家紋
「二頭波頭立波」

### 守護代として台頭
美濃の斎藤氏は、越前斎藤氏の庶流・河合系斎藤の赤塚氏が美濃目代として越前から移り住んだのに始まるといわれる。家紋は撫子（斎藤道三は二頭波頭立波を用いた）。
室町時代に美濃守護土岐氏に仕え、文安元年（1444年）閏6月に、斎藤宗円が京都の土岐屋形で富島氏を誅殺し守護代となって勢力を揮った。宗円の子・斎藤妙椿は兄・利永の死後、甥の守護代利藤を後見し、後に室町幕府奉公衆となって足利氏に直接仕え守護・土岐成頼の官位をも上回り、応仁元年（1467年）の応仁の乱では西軍の主力として各地を転戦し、京都から落ち延びた足利義視を保護などした。
しかし、妙椿の跡（持是院家）を継いだ斎藤妙純（利国）は土岐成頼を巻き込んで利藤と守護代の座を争い、内紛をおこした。妙純は、明応4年（1495年）からの船田合戦に勝利したが、翌年近江に出兵し戦死した。このため、同族争いが再燃し斎藤家の勢力は徐々に衰えを見せ、庶流の長井氏が台頭した。なお、妙純の娘は越前の朝倉貞景に嫁ぎ、姻戚関係となっている。また、利藤の末子・日運は京都の妙覚寺に入り、後に美濃常在寺４世となった。

### 斎藤道三の下克上
天文8年（1539年）頃、長井長弘の家臣・長井規秀が頭角を現し、斎藤氏を名乗った（後の斎藤道三）。道三の父・松波庄五郎は畿内の出身であり、妙覚寺にて日運の兄弟子であったという。 
道三は稲葉山城主となり、さらに守護土岐頼芸を追い、下克上によって美濃を押領したが、弘治2年（1556年）、嫡子義龍に殺された。義龍は父を討った後、公式には一色氏を称した（→美濃一色氏）。義龍の早世後、子の龍興は永禄10年（1567年）、本拠地稲葉山城を織田信長に攻略され、美濃を追放されて越前の朝倉義景を頼った。龍興は天正10年（1573年）に義景が信長に滅ぼされた時に運命を共にして討死、戦国大名斎藤家は滅亡した。

### 織田家と本能寺の変
信長の統治下では、道三の末子とされる斎藤利治（長龍）が、関・加治田合戦の後加治田城主とされ、織田信忠に重臣として仕えたが、これは道三の近親の利治が斎藤家の家督を相続したのではないかという考察がある。しかし、利治は本能寺の変で主君・織田信忠と共に戦死した。
美濃では、利治の兄とされる斎藤利堯が混乱と同時に岐阜城と近隣を掌握した。山崎の戦いが終わると利堯は岐阜城を織田信孝に明け渡した後、加治田城と加治田衆を引き継ぎ信孝の重臣となったが、加治田・兼山合戦および賤ヶ岳の戦いの結果、森長可に城を明け渡した。

### 美濃斎藤氏のその後
利治の子の義興（新五郎）と斎藤市郎左衛門（兵左衛門）は、最初は織田秀信に、後に義興は池田輝政、市右衛門は松平直基に召し抱えられ、義興の子孫は岡山藩士として続いた。東京帝国大学の教授として西洋史学の教鞭を振るった斎藤清太郎はその末裔である。家系としては、斎藤久兵衛（義興の子）、斎藤弥三郎（久兵衛の子）、斎藤久興（弥三郎の子）、斎藤一興（久興の娘婿、本姓は上阪氏）、斎藤隆興（一興の子）、斎藤善興（隆興の子）、斎藤一太郎（隆興の子）、清太郎（一太郎の子）と連なる。
また利堯の甥の斎藤元忠および、その子の斎藤徳元も織田秀信に仕え、代官として加治田を治めた。徳元は墨俣城代でもあったが、関ヶ原の戦い後に主君・織田秀信の改易によって浪人し、以降は俳人として暮らした。
他に旧奉公衆の明智光秀の重臣で春日局の父として知られる同じく旧奉公衆であった斎藤利三は道三以前の美濃斎藤氏の一族であり、三男の斎藤利宗は後に5,000石を知行する旗本となった。
美濃斎藤氏の系図は、『美濃国諸家系譜』、『古代氏族系譜集成』ともに不正確な箇所が多々あり、確定されていない点が多い。

## 越後斎藤氏
越後の斎藤氏は、越後守護上杉氏の被官。その出自や越後に土着した時期については詳らかではないが、室町時代から戦国時代にかけて越後赤田城（現新潟県刈羽村）に居住していた。守護上杉氏の没落後は守護代長尾氏に仕え、斎藤朝信は長尾景虎（上杉謙信）の重臣として有名。
朝信は天正6年（1578年）、謙信死後の御館の乱では景勝方に属し、以後景勝に仕えた。朝信死後に家督を継いだその子斎藤景信も景勝に仕えたが、上杉家が会津移封されると、越後に残り、堀氏に仕えたと考えられている。子孫は米沢藩に仕えた。江戸時代の斎藤氏については米沢藩#平侍（約70戸）を参照。

## 豊後斎藤氏
豊後の斎藤氏は、大友氏に重臣として仕えた。豊後国海部郡丹生庄を根拠地とした。長井別当として知られる斎藤実盛の妻の甥・宮六傔仗国平（宮道国平）が祖と考えられているが、定かではない。南北朝時代に主家の大友貞載（または大友貞宗）が守護職を補任され、斎藤正遍（または斎藤遍正）がその守護代に任じられた。大友氏が肥前守護でなくなると、斎藤氏も肥前守護代でなくなり、それ以後戦国時代までほとんど動向がわかっていない。
戦国時代に入り、斎藤隆実・斎藤長実父子が大友氏の加判衆してその名が現れる。長実は加判衆として大友義鑑に仕えた重臣であったが、大友氏の家督問題で主君・義鑑と対立し殺害され、これが原因で二階崩れの変が勃発する。この家督争いは大友義鎮（宗麟）が継ぐことで治まった。長実の子斎藤鎮実は家督・所領を安堵され、義鎮に重用されたが、耳川の戦いにおいて戦死した。これにより斎藤氏は没落したが、その血筋は外孫の立花宗茂・直次兄弟に継承されて外様大名として後世に残った。

## 岩櫃斎藤氏

### 来歴
藤原北家魚名流・藤原秀郷の後裔である上野国吾妻郡太田庄の岩櫃城を根拠地とした斎藤氏。初代斎藤憲行はこの地を拠点とした秀郷の後裔吾妻氏の遺児で伯父にあたる吾妻梢基の養子となった人物とも、斎藤氏を称した秀郷から四代孫藤原助宗の後裔斎藤基国の嫡子であるともいわれる。

### 山内上杉氏の入国
憲行には6人の男子がおり、長男憲実を岩櫃城に、次男中山幸憲（中山氏）を中山城に、三男荒牧威実（荒牧氏）を荒牧館に、四男山田基政（後の宗家）を山田城、五男大野憲基（大野氏）を稲荷城、六男の富沢幸連（富沢氏）を岩下城にそれぞれ配した。1438年の永享の乱前後に、五男・憲基の大野氏が宗家を凌ぎ、岩櫃城主となり、当時の嫡流・憲実の斎藤氏はその配下となった。憲実に変り、基政の嫡孫で四代当主・斎藤憲次は大野氏が植栗氏と対立すると、植栗氏と共謀して大野氏を滅ぼし、岩櫃城主に復帰して管領山内上杉氏に仕えた。

### 武田氏と上杉氏の抗争
憲次の子である五代当主・憲広は上杉憲政が長尾景虎（上杉謙信）を頼り、越後に逃れため後ろ盾を失うと、勢力拡大を計り、鎌原氏を攻めた。窮地に立たされた鎌原氏は武田信玄に助けを求めた。それを知った憲広は武田氏に対抗するため、上杉謙信の配下となる。こうして武田と上杉の抗争に発展した。

### 岩櫃城の落城と没落
永禄6年（1563年）、武田軍に攻められ、岩櫃城は落城し、斎藤氏は没落した。最後の当主である憲広の子憲宗は上杉氏の支援で岩櫃城奪還に乗り出し、嵩山城に入った。両軍は人質交換して一度和睦するが、それは武田軍の策略で斎藤氏の重臣・池田佐渡守を寝返らせ、佐渡守の退去を見計らい、嵩山城を攻めた。防戦空しく嵩山城は落城し、憲宗は自刃してここに斎藤氏は滅亡した。

## その他
- 武蔵国長井に定住した『平家物語』で有名な斎藤実盛の系統の武蔵斎藤氏。
- 越中の斎藤氏には斎藤信利がいる。
- 上野にも秀郷流岩櫃（吾妻）斎藤氏やその系統の豪族が存在する。斎藤憲広など。
- 出羽庄内にも斎藤姓の豪族が存在し、幕末に清河八郎が出た。
- 近衛家の諸大夫となった一族がいる（斎藤氏 (近衛家諸大夫)）